# Leptopsalis foveolata
Espèce
Leptopsalis foveolata est une espèce d'opilions cyphophthalmes de la famille des Stylocellidae.

## Distribution
Cette espèce est endémique de la province de Pattani en Thaïlande. Elle se rencontre sur le mont Sankalakheeree.

## Description
Le mâle holotype mesure 3,27 mm.

## Publication originale
- Clouse & Schwendinger, 2012 : « Leptopsalis foveolata sp. n., a new species of Stylocellidae from Thailand that displays a novel morphological feature in the suborder Cyphophthalmi (Arachnida, Opiliones. » Revue Suisse de Zoologie, vol. 119, no 4, p. 529–546 (texte intégral).